# Evangelische Kirche (Niederbrombach)

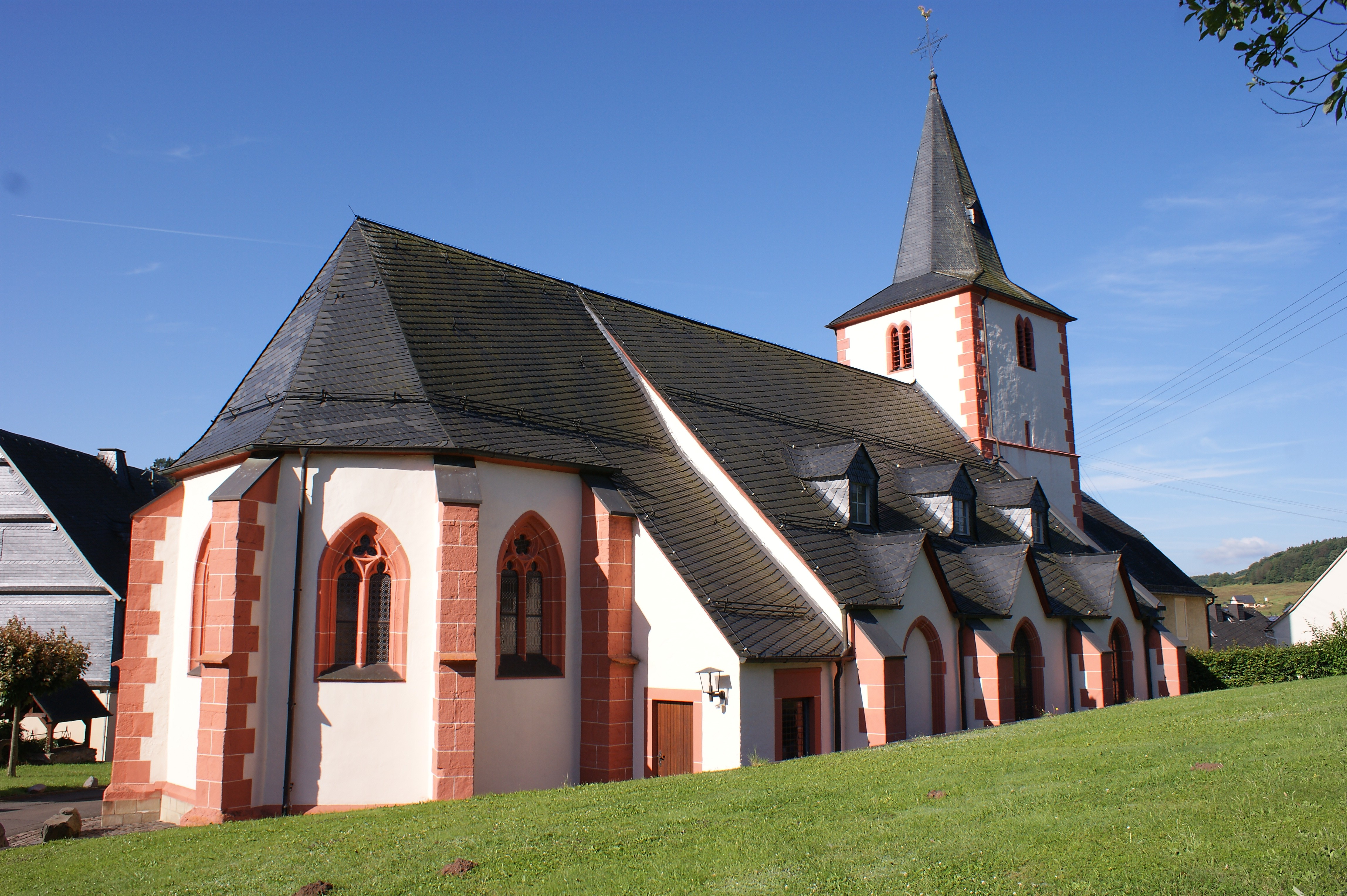
Evangelische Kirche Niederbrombach. Ansicht aus Nordost

Die Evangelische Kirche ist ein denkmalgeschütztes Kirchengebäude in Niederbrombach, einem Ort im Kreis Birkenfeld (Rheinland-Pfalz). Sie ist die älteste Kirche an der oberen Nahe und seit 1557 evangelisch. Sie gehört zur Kirchengemeinde Niederbrombach im Kirchenkreis Obere Nahe der Evangelischen Kirche im Rheinland.

## Lage
Die Kirche liegt auf einem Bergsporn des Heidkopf oberhalb der Abzweigung des Schwollbachtals nach Kronweiler. Sie bildet gemeinsam mit dem neuen und heute noch so verwendeten alten Pfarrhaus sowie der heute als Pfarrsaal genutzten ehemaligen Pfarrscheune ein denkmalgeschütztes Ensemble.

## Geschichte
Eine hölzerne Kapelle wird bereits 630 erwähnt und am gleichen Standort vermutet. Die Kirche in Niederbrombach wird in einer Urkunde des Trierer Erzbischofs Egbert von 981 genannt, die allerdings im Zusammenhang mit der Egbert-Fälschung von 1207 verarbeitet wurde und die im Original nicht mehr vorhanden ist. In dieser nicht vollständig gesicherten Urkunde wird die Kirche als Gründung des um 717 in Reims gestorbenen Bischofs Liutwin bezeichnet.
Die Baugeschichte des heutigen Gebäudes ist nicht vollständig geklärt. Der Bau hat romanische und gotische Teile. Die Apsis und die erhaltene Arkadenwand des nördlichen Seitenschiffs sind Reste einer dreischiffigen romanischen Basilika, die im 12. Jahrhundert entstanden sein dürfte. Aus dem 14. Jahrhundert stammen die Maßwerke des der Grundsubstanz zuzurechnenden Turms, das südliche Seitenschiff und der Chor. Dem 15. Jahrhundert können die Gewölbe und das breite, in zwei Schiffe geteilte Mittelschiff zugeordnet werden. Eine früher vorhandene Flachdecke des Mittelschiffs konnte durch Wandmalereien in den Zwickeln der Gewölbe der südlichen und nördlichen Hochschiffwand nachgewiesen werden.
Der hochmittelalterliche Bau blieb bis zum Beginn des 20. Jahrhunderts fast unverändert. Ende des 19. Jahrhunderts war die Bausubstanz so schlecht, dass ein Abriss und anschließender Neubau erwogen wurde.
Aus Geldmangel entschloss man sich für eine grundlegende Restaurierung unter der Leitung von August Senz vom Bauamt der evangelischen Kirche der Rheinprovinz, die 1911 abgeschlossen wurde. Dabei wurde der ursprünglich vorn im Westjoch des südlichen Seitenschiffs gelegene Eingang auf die Westseite verlegt und ein neuer Eingang an der Ostseite des nördlichen Seitenschiffs angelegt. In die Hochschiffswände wurden Dreibogenfenster in Form sphärischer Dreiecke gebrochen, die über Dachgauben als Lichtschächte an den Zwerchgiebeln der Nord- und Südaußenwände mit Tageslicht versorgt wurden. Der Aufbau der Nordseite wurde an die Südseite angepasst, indem entsprechende Strebepfeiler sowie ein Fenster im westlichen Joch hinzugefügt und auch über den beiden vorhandenen Nordfenstern Zwerchgiebel angebracht wurden.
In den Jahren 1963 und 1964 fand eine weitere Erneuerung unter der Leitung des Baurats Heinrich Otto Vogel statt, bei der ein neuer Eingang an der Südseite des Turms geschaffen wurde. Zwischen Nordschiff und Chor wurde eine Sakristei eingebaut, eine Empore entfernt und die Kanzel an die Südseite des Chorbogens versetzt. Im Chor wurden Reste von figürlicher Malerei aus dem 14. Jahrhundert freigelegt.
Vom Juli 2000 bis Ende 2003 wurde eine Außenrenovierung mit umfangreichen Sanierungsarbeiten zur Beseitigung von Bauschäden an Dach und Mauerwerk durchgeführt. Die Innenrenovierung von Hauptschiff und Seitenschiffen sowie der Orgel erfolgte 2005.

## Architektur
Der Westturm auf quadratischem Grundriss mit eingezogenem Spitzhelm hat drei durch Wasserschlaggesimse getrennte Geschosse. Im dritten Geschoss sind Schallöffnungen mit Maßwerk des 14. Jahrhunderts eingelassen. Seit 1964 befindet sich an der Südseite des Turms der Haupteingang mit vorgelagerter Terrasse.
Das Langhaus ist vierschiffig mit Kreuzrippengewölbe und steht auf einem leicht verzogenen querrechteckigen Grundriss zu drei Jochen.  Die inneren Schiffe sind höher als die beiden Seitenschiffe. Sie sind zu dem südlichen durch drei spitzbogige Arkaden geöffnet und zu dem etwas schmaleren nördlichen Seitenschiff durch drei in die Wand eingeschnittene Rundbogenarkaden und eine spätgotische Arkade. Das Gewölbe stützt sich in der Mitte auf zwei Rundstützen und am Ostende auf dem Keilstein des runden westlichen Chorbogens. An den Seitenwänden ruht das Gewölbe teilweise auf runden Diensten, während die drei Gewölbejoche an der nördlichen Hochschiffwand auf die in vier Arkaden gegliederte Wand verteilt sind. Der Chor ist ein Joch tief und verfügt ebenfalls über ein Kreuzrippengewölbe auf stabilen mehreckigen Diensten. Außergewöhnlich ist die Trennung des Chores vom Langhaus: ein gedrückter romanischer Rundbogen auf der Langhausseite schließt unmittelbar an einen gotischen Spitzbogen auf der Chorseite an. Die Fenster sind in gekehlte Gewände eingepasst mit zweibahnigem Maßwerk in drei bis fünf Pässen. Das Langhaus liegt unter einem mit Schieferplatten gedeckten Satteldach. Über den Seitenschiffen schneiden kleine, aus der Außenwand hervorstehende Zwerchgiebel in die Dachfläche ein. Am Chor und den Langseiten stützen einfache Strebepfeiler mit Wasserschlaggesims.

## Ausstattung
Eine spätgotische polygonale Sandsteinkanzel ruht auf einer niedrigen Rundstütze.
Die Orgel von 1963/64 baute Werner Bosch mit zehn Registern auf zwei Manualen und Pedal (Opus 12802). Bei dieser Orgel wurde 2005 das Gehäuse neu gestaltet und das Instrument klanglich modifiziert. Das Vorgängerinstrument von Gustav Stumm aus dem Jahr 1893 wurde ausgebaut und ging verloren. Diese einmanualige Orgel verfügte über zehn Stimmen und war die erste Orgel der Kirche.
Ein Lavabo als Teil des Römischen Ritus ist in die Chorsüdwand eingelassen.
Im Turm hängen drei Glocken aus dem Jahre 1954. Zwei der drei ursprünglichen Glocken von 1658 wurden 1917 an die Kriegsindustrie zur Waffenherstellung abgeliefert. Das 1925 neu angeschaffte Dreiergeläut musste bereits 1943 zur Materialgewinnung an die Rüstungsindustrie abgegeben werden.
Zur weiteren Ausstattung gehören der Altar und die Holzbänke.

## Sonstiges
Im Innern der Kirche sind an den Wänden sechs Grabplatten aus Sandstein angebracht. Fünf dieser Platten sind arkadengerahmte Schrifttafeln. Sie zeigen zwei Engel, die eine Krone über ein Kreuz halten.
Das Vorhandensein einer Kirchturmuhr wurde erstmals im Jahre 1590 im Zusammenhang mit einer Renovierung des Uhrwerkes dokumentiert.
Während der Restaurierungsarbeiten bis 1911 sowie 1963 und 1964 wurden an der Südwand der Kirche sieben Särge aus Sandstein und Konglomerat gefunden. Sie werden auf das 11. bis 12. Jahrhundert datiert. Die Särge sind nur grob bearbeitet und zeigen lediglich Kreuzschmuck auf den Deckeln. Einer dieser Särge ist in seiner ursprünglichen Lage unter dem südlichsten Pfeiler des Chors verblieben, die anderen Särge stehen an der alten Friedhofsmauer hinter der Kirche.
Ungesichert ist bislang die Frage der Erbauer. Die für die Gegend in Form und Aufwand ungewöhnliche Basilika mit den wahrscheinlich nahe der Entstehungszeit belegten Steinsärgen deutet auf eine intensive Förderung von adliger Seite hin. Patronatsherren waren ursprünglich die Grafen von Veldenz, die die Baulast zu tragen hatten. Einer der Schlusssteine im Mittelschiff zeigt jedoch ein Wappen das die Vermutung nahelegt, dass die Einwölbung durch die Herzöge von Pfalz-Simmern und die Markgrafen von Baden erfolgt wäre, die ab 1437 als gemeinsame Erben der Grafen von Sponheim als Gemeinsherren die Baulast zu tragen hatten.
Ab 1481 hatte Johannes Lichtenberger, der Hofastrologe Kaiser Friedrichs III., die Pfarrstelle in Niederbrombach inne.
1786 bis 1790 war Ludwig Friedrich von Schmidt als zweiter Pfarrer in Niederbrombach tätig.